# Захарий Костроминич
Захарий Костроминич (ум. 1401) — псковский посадник, много сделавший для укрепления Пскова.
В 1395 году построил церковь во имя Святого Николая на Валке (в Пскове на Завеличье) и при ней монастырь, приписанный в 1651 году к Саввину Сторожевскому монастырю и упраздненный в начале XVIII века.
Кроме того, посадник Захарий Костроминич известен своей строительной деятельностью, направленной на укрепление обороноспособности города Пскова. Так, в 1397 году он вместе с князем Иваном Андреевичем и Григорием Остафьевичем построил три башни («костра») на псковской приступной стене: одну со стороны реки Великой, другую на Лужище и третью «от Псковы на угле». 
В 1399 году они же заложили новую стену к старой стене на приступе и устроили три башни от реки Великой до реки Псковы: одну на Незнановой горе, вторую у Лужских ворот и третью у Куминых ворот. Приехавший в Псков, в следующем 1400 году, новгородский владыка Иоанн поручил Захарию Костроминичу нанять рабочих («наймитов») для постройки новой башни над Псковою, что и было исполнено посадником. 
В 1401 году, при великокняжеском наместнике Данииле Александровиче, он же заложил в Пскове каменную стену, к старой стене, подле реки Великой, от Бурковых ворот до Кромы. 
20 марта 1401 года Захарий Костроминич скончался и «положиша мощи его в церкви св. Рождества».